# Мајер Четмен
Мајер Четмен (енгл. Mire De Juan Chatman; Гарланд, Тексас, 24. октобар 1978) је бивши амерички кошаркаш. Играо је на позицији плејмејкера.

## Биографија
Колеџ кошарку играо је на три различита америчка универзитета у периоду од 1998. до 2002. године. На НБА драфту 2002. није изабран, те се од тада посветио каријери у Европи. 
Прве две сезоне био је играч Вентспилса са којим је освојио два летонска првенства. Током боравка у овом клубу учествовао је и на летонској Ол-стар утакмици 2003. године и тада победио на такмичењу у закуцавању. 
2004. је на годину дана прешао у француски По Ортез са којим је први пут играо Евролигу где је био први по броју асистенција у регуларном делу сезоне 2004/05. 
Сезону 2005/06. провео је у московском Динаму са којим је тада освојио УЛЕБ куп. 
Затим по сезону проводи у Виртусу из Роме и Тријумфу из Љуберција. 
Од 2008. три сезоне био је играч турског Бешикташа. Као члан овог клуба играо је Ол-стар утакмицу турског првенства 2010. и 2011. године. 
И у сезони 2011/12. остао је у Турској, али се преселио у Пинар Каршијаку и као играч овог клуба био је водећи по броју асистенција у турском првенству. 
У сезони 2012/13. по трећи пут се нашао у Русији, али овога пута у редовима клуба УНИКС из Казања. Након једне сезоне неиграња, Четмен се у августу 2014. вратио кошарци и потписао за свој бивши тим Вентспилс. Са њима се задржава до децембра исте године када објављује крај каријере.

## Успеси

### Клупски
- Са КК Вентспилс:
  - Првак Летонске кошаркашке лиге (2): 2002/03, 2003/04.

- Са КК Динамо Москва:
  - Победник Еврокупа (1): 2005/06.

### Појединачни
- Најкориснији играч кола Еврокупа (4): 2005/06. (2), 2008/09. (1), 2009/10. (1)
- Најбољи асистент рег. сез. Евролиге (1): 2004/05.
- Најбољи асистент Прве лиге Турске (1): 2011/12.
- Учесник Ол-стар утакмице Летонске кошаркашке лиге (1): 2003.
- Учесник Ол-стар утакмице Прве лиге Турске (2): 2010, 2011.